# خالد الشطي
خالد حسين عبد علي عبد الرحيم الشطي نائب سابق في مجلس الأمة الكويتي  من مواليد 1970، وعضو مجلس الأمة 2012 المبطل ومجلس 2016.

## نبذة شخصية
وُلد خالد الشطي في الكويت عام 1970، متزوج وله أربعة أبناء، ناشط في الحركة الطلابية والنقابية بجامعة الكويت من عام 1988 إلى 1993 وممثلاً للقائمة الإسلامية الحرة، محامي واستشاري قانوني حاصل على ليسانس حقوق من جامعة الكويت عام 1993.

## حياته العلمية
- عمل محامي حر، وقيد أمام محكمة التمييز العليا والمحكمة الدستورية ويجوز حضوره أمام كافة المحاكم بجميع درجاتها.
- عمل في إدارة الشؤون القانونية بوزارة المواصلات في قسم التحقيقات عام 1994.
- عمل في وزارة المالية بإدارة الشئؤون القانونية.
- عضواً مفوضاً من وكيل وزارة المالية في الحضور أمام النيابة العامة لمباشرة الشكاوى والقضايا المرفوعة من الدولة وضدها والحضور أمام دوائر الخبراء عام 1995.
- عضو فعال لجنة حقوق الإنسان بجمعية المحامين الكويتية من عام 2000 إلى عام 2002،
- عضو مجلس إدارة جمعية المحامين الكويتية من عام 2002 إلى 2007
- عضو اتحاد المحامين العرب.
- قام بتمثيل الكويت في مؤتمرات خارجية عربية مدافعاً عن قضايا الكويت ضد النظام الصدامي البعثي قبل اندحاره.
- شارك في البرنامج التدريبي المكثف حول «العدالة الجنائية الدولية» الذي أقامه معهد الكويت للدراسات القضائية والقانونية وحاضر به نخبة من القضاة والمستشارين الدوليين في المحكمة الجنائية الدولية.
- حاصل على شهادات تخصصية في مجالات متعددة.
- قام بتنظيم عدة دورات خاصة بالتحكيم والملكية الفكرية وفي العديد من المجالات القانونية عضو جمعية الصحافيين الكويتية منذ عام 2001.
- كاتب صحفي جريدة «الدار» الكويتية ومتخصص في الشئؤون السياسية والإستراتيجية ومقارعة الفكر التفكيري والحركات الإرهابية.

## انتقادات
عُرف بآرائه المثيرة للجدل التي دائماً ما تلقى اعتراضاً كبيراً حيث شن البعض هجوماً وانتقادات لاذعة إتجاهه إثر تصريحاته وإعلانه بانتماء الطائفة الشيعية في الكويت إلى إيران حيث أتهموه بالدعوة العلنية إلى تبعية الدولة الإيرانية، بالإضافة إلى أنه رُفعت ضده عدة قضايا على خلفية نشره إساءات للشيخ عبد العزيز بن باز والشيخ محمد بن عبد الوهاب بعد أن قام بتشبيههما باللات والعزى. كما واجه انتقادات حول آرائه عن عملية عاصفة الحزم وانتقاده للمملكة العربية السعودية. كما طالب خالد الشطي في عام 2008 بوقف تدريس التربية الإسلامية في المدارس الكويتية وبرر موقفه بأن «هذه المادة تبيح دم شريحة كبيرة من أبناء المجتمع الكويتي وتدعو إلى الطائفية وتشق الصف الواحد.»

## انتخابات مجلس الأمة
| الانتخابات    | الدائرة الانتخابية  | المركز                 | عدد الأصوات | النتيجة |
| ------------- | ------------------- | ---------------------- | ----------- | ------- |
| انتخابات 2006 | الدائرة الثالثة عشر | المركز السابع          | 424 صوت     | خسر     |
| انتخابات 2008 | الدائرة الأولى      | المركز السادس والعشرون | 1035 صوت    | خسر     |
| انتخابات 2012 | الدائرة الأولى      | المركز الثاني عشر      | 7281 صوت    | خسر     |
| انتخابات 2012 | الدائرة الأولى      | المركز التاسع          | 1902 صوت    | فاز     |
| انتخابات 2013 | الدائرة الأولى      | المركز الخامس عشر      | 1493 صوت    | خسر     |
| انتخابات 2016 | الدائرة الأولى      | المركز التاسع          | 2166 صوت    | فاز     |
| انتخابات 2020 | الدائرة الأولى      | المركز الثامن عشر      | 1223 صوت    | خسر     |
| انتخابات 2022 | الدائرة الأولى      | المركز الثاني والعشرون | 691 صوت     | خسر     |

## أبرز مواقفه في مجلس الأمة

### مجلس الأمة 2012
| الكتلة                                         | شيعي - مستقل |
| إحالة استجواب أحمد الحمود الي التشريعية (2013) | موافق        |
| التصويت علي مرسوم الصوت الواحد (2013)          | موافق        |
| قانون مكافحة الإرهاب وغسل الأموال (2013)       | موافق        |

### مجلس الأمة 2016
| الكتلة                                                   | شيعي - مستقل |
| استجواب الوزيرة هند الصبيح (يناير 2018)                  | ضد الاستجواب |
| استجواب الوزير بخيت الرشيدي (2018)                       | ضد الاستجواب |
| استجواب الوزيرة هند الصبيح (مايو 2018)                   | مع الاستجواب |
| استجواب الوزير خالد الروضان (2019)                       | ضد الاستجواب |
| استجواب الوزير محمد الجبري (2019)                        | ضد الاستجواب |
| استجواب الوزير نايف الحجرف (2019)                        | ضد الاستجواب |
| استجواب الوزير براك الشيتان (2020)                       | مع الاستجواب |
| استجواب الوزير أنس الصالح (أغسطس 2020)                   | ضد الاستجواب |
| استجواب الوزير سعود هلال الحربي (أغسطس 2020)             | امتناع       |
| استجواب الوزير سعود هلال الحربي (سبتمبر 2020)            | امتناع       |
| استجواب الوزير أنس الصالح (سبتمبر 2020)                  | ضد الاستجواب |
| تصويت فتح باب ما يستجد من أعمال (تعديل النظام الانتخابي) | غير موافق    |